# Cephalotes hirsutus
Cephalotes hirsutus é uma espécie de inseto do gênero Cephalotes, pertencente à família Formicidae.